# Бекхожин, Халижан Нургожаевич
Калижан Нургожаевич Бекхожин (Халижан; также Халимжан Нургажаевич) (15 декабря 1913, Павлодар — 2 октября 1990, Алма-Ата) — казахский советский поэт, драматург, переводчик, критик.
Член Союза писателей Казахстана (1936), Народный писатель КазССР (1986), лауреат Государственной премии КазССР (1978). Почётный гражданин Павлодара (1985). Участник Великой Отечественной войны.

## Биография
Окончил КазПИ (1938). В 1932—1934 гг. сотрудник редакции павлодарской газеты «Колхоз», где опубликовал первые стихи и очерки. В 1938—1942 гг. работал в издательстве ЦК ЛКСМ Казахстана, в Союзе Писателей Казахстана, Казахском НИИ национальной культуры.
В годы войны (1942—1946) — военный журналист. Позже получил награду Орден Отечественной войны 2-й степени (11.03.1985).
В 1946-49 гг. — научный сотрудник Института языка и литературы Казахского филиала АН СССР. В 1947 году на пленуме Союза писателей СССР первый секретарь СП А. Фадеев назвал сборник поэм и баллад К. Бекхожина «Сырдарьинская легенда» «одним из самых ярких изданий послевоенного периода».
С 1949 года находился на творческой работе. В начале 1950-х сидел под домашним арестом за поэму «Батыр Науан» о хане Кенесары Касымове и батыре Наурызбае — борцах за независимость Казахстана. Его стихи не печатали, но впоследствии он был реабилитирован.
В 1965 году на кафедре журналистики Казахского госуниверситета им. С. М. Кирова успешно защитил доклад по монографии на соискание учёной степени доктора исторических наук на тему «Пути развития казахской печати».

## Творчество
Начал печататься в середине 30-х годов. Созданы поэмы «Лесная девка» (1939), «Партизан Балтабай» (1940), «Александр Невский» (1941), «Двадцать восемь» (1942). В 1944 опубликован первый сборник стихов «Поход», затем сборники стихов «Весна» (1948), «Легенда о батырах», «Под звёздами Москвы» (оба — 1949), «Голос дружбы» (1954) и др. Бекхожину принадлежат поэмы «Мария, дочь Егора» (1950), «Камбар батыр» (1950), «Степной комиссар» (1960), «Стойкая судьба», «Месть» (обе — 1962), «Сказание о соколе» (1964), «Хромой кулан», «Мои земляки» (обе-1965), «Кремлёвский часовой» (1967), «Иртышская повесть» (1970), историческая поэма «Аппак наме» (другое название "Афагнаме") и другие.
Автор пьес «Акан Актаев» (1957), «Если сердца верны» (1961), «После ливня» (1966), «Лавина гнева» (1970), «Гималайские раскаты» (1976), поставленных на сценах республиканских театров.
Ему принадлежит сборник литературно-критических статей «Традиции и новаторство» (1969).
Перевёл на казахский язык произведения А. С. Пушкина, М. Ю. Лермонтова, Н. А. Некрасова, А. М. Горького, В. В. Маяковского и др.

## Семья
Отец Нургожа (состязался в айтысах с Машхур-Жусупом Копеевым и Исой Байзаковым)
Старший брат Каиржан (профессор КазНУ им. Аль-Фараби, доктор исторических наук).
Жена — Зайдахан.

## Награды и премии
- Орден Отечественной войны 2-й степени (11 марта 1985)

- Орден Дружбы народов (14 декабря 1983)

- Орден Трудового Красного Знамени (3 января 1959) — за выдающиеся заслуги в развитии казахского искусства и литературы и в связи с декадой казахского искусства и литературы в гор. Москве

- Орден Трудового Красного Знамени
- медали

## Память

Мемориальная доска к месту проживания Калижана Беккожи в Алматы (улица Шевченко, 2)

Именем Калижана Бекхожина названы улицы в Павлодаре (1991) и Алматы, СШ № 12 (Павлодар), открыта мемориальная доска (Павлодар, Алматы).